# Bouchane
Bouchane (franska: Bouchane (CR), Bouchane (Commune Rurale), arabiska: أيت الطالب) är en kommun i Marocko.   Den ligger i provinsen Rehamna och regionen Marrakech-Safi, 240 km sydväst om huvudstaden Rabat. Antalet invånare är 9 554.